# パウル・ファン・ゼーラント

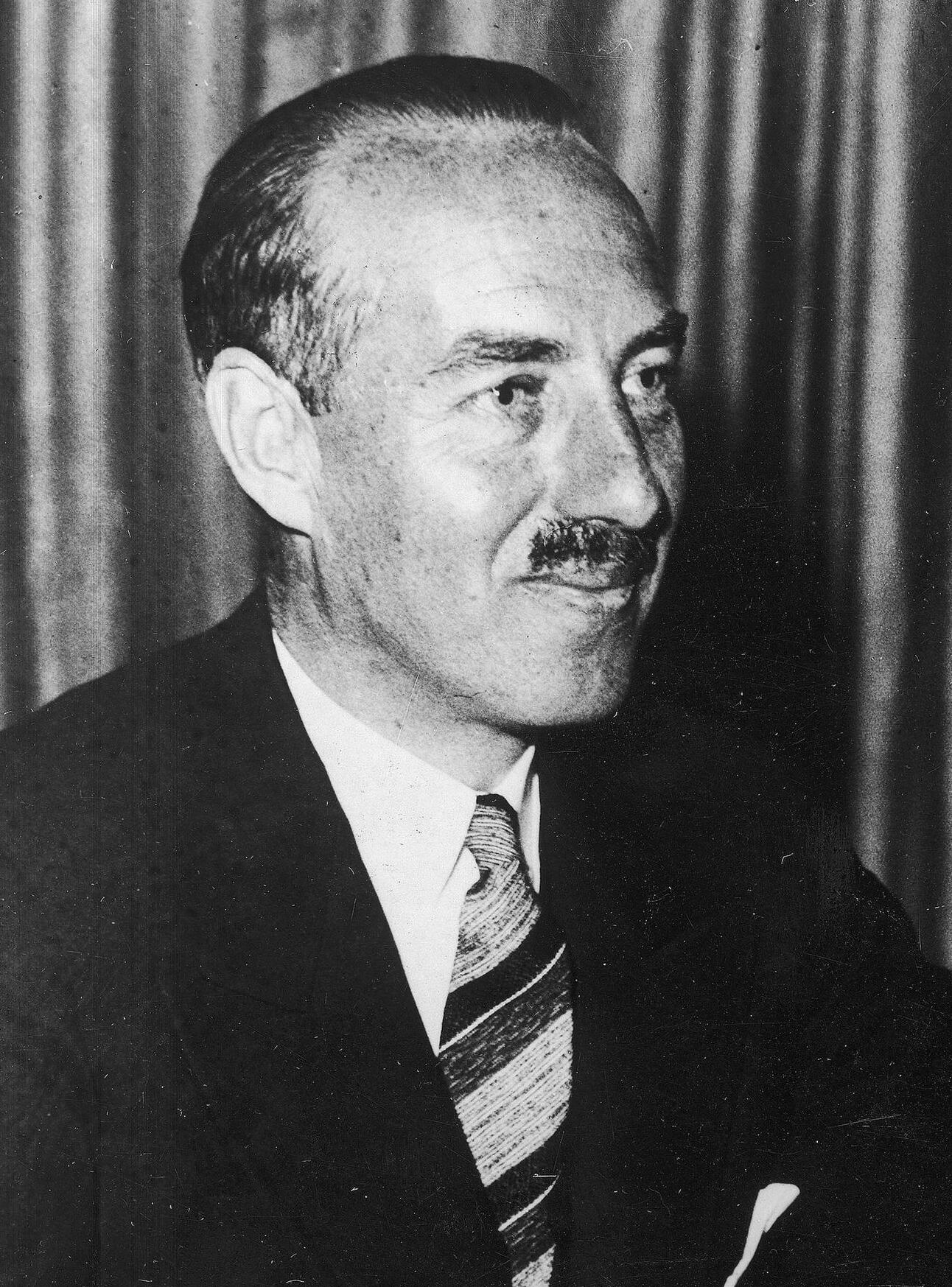
パウル・ファン・ゼーラント

パウル・ファン・ゼーラント（Paul van Zeeland, 1893年11月11日 - 1973年9月22日）は、フランス語系ベルギー人で、新自由主義の経済学者・銀行家・政治家。ベルギー・フランの安定化とベルギーの金本位制復帰に寄与した。世界恐慌が本格化した国際情勢において、ベルギー国立銀行副総裁から首相となり、欧州協調の道を模索した。

## カトリックの金融[1]
ゼーラント家の祖先は19世紀のはじめにオランダからベルギーへ移り住んだ。
1893年11月11日、パウル・ファン・ゼーラントはエノー州ソワニー（Soignies）で8人兄弟の7番目の子として生まれた。末っ子のマルセル（Marcel van Zeeland）は1897年6月に生まれた。他の兄弟は早世した。
1912年秋にルーヴァン大学（Catholic University of Leuven）へ入学し、哲学・文学を学ぶかたわら新トマス主義（ネオトミスム）を学んだ。ネオトミスムをパウルに教えたのは、メヘレンのデジレ・ジョゼフ・メルシエ枢機卿（Désiré-Joseph Mercier）であった。パウルは第一次世界大戦に従軍し捕虜となった。1919年1月初めに捕虜生活を脱し、8月に除隊した。
1919年には連邦準備制度が金本位制に復帰した。パウルはベルギー総合会社のエミール・フランキ（Émile Francqui）を訪ね、プリンストン大学のエドウィン・ケメラー（Edwin W. Kemmerer）のもとで学びたいからと、ベルギー救援委員会（Commission for Relief in Belgium）の奨学金を要請した。希望はかなえられ、1920年9月にパウルは24名のベルギー人留学生の一人としてアメリカに渡った。留学生の内訳は、医学生10名、技術系8名、その他パウルをいれて6名であった。
パウルは通貨改革をテーマに修士論文を書き、ニューヨーク連邦準備銀行で研修を積んだ。ケメラーの指導により多くの専門家と会った。1920年から翌年にわたり、プリンストン大学での研究で経済学博士号を取得した。

## 『ヨーロッパの概観』[1]
1921年、パウルは帰国してベルギー国立銀行へ入行した。翌年、修士論文をもとに『1913年から1921年の米国銀行改革』を出版し、金融の独立性を支持した。この1922年からパウルはジェノア会議をはじめとする国際経済会議のベルギー代表団に加わることになった。パウルは国立銀行の経済研究局に所属した。1925年、レオン・デュプリエ（Léon H. Dupriez）ら同僚にまじって財務省と連携し金本位制復帰に向けて研究した。1926年、ベルギー・フランの安定化に成功し金本位制復帰が実現した。それに対する貢献により、パウルは同年12月に33歳で国立銀行の理事となった。総裁のルイ・フランク（Louis Franck）は法律家であったので、通貨政策を研究してきたパウルが事実上のリーダーとなった。
1928年、母校ルーヴァン大学で金融分析の講義をかけもちすることになり、さらに同大学経済研究所を創設して所長となった。
パウルは国際決済銀行の創設に大きく関与した。パウルの推薦で弟マルセルが支配人となった。マルセルはルーヴァン大学で法学を学び、ロックフェラー家の支配したナショナル・シティー銀行（現シティグループ）のブリュッセル支店で副支店長を経験していた。パウルのアメリカ留学を支援したフランキも国際決済銀行の理事となった。
1933年、パウルが『ヨーロッパの概観（Regards sur l'Europe）』を出版し、不況克服を目的に国際金融市場の統合による相互補完を主張した。まさにこの頃、一昨年のローザンヌ会議をうけたロンドン世界経済会議において、ピットマンが銀協定をとりまとめたのである（詳細）。早くも銀まで視野に入れたブレトンウッズ体制ができかけていた。

## 1938年のGATT[1]
1934年3月にパウルがベルギー国立銀行の副総裁となった。6月にシャルル・ド・ブロクヴィル (2期) カトリック党・自由党連立政権で無任所大臣として入閣したが、政見の食い違いで秋に大臣を辞めてしまった。パウルはデフレ政策に反対していた。母校は通貨切り下げ運動を展開していた。パウルは野党労働党のアンリ・ド・マン（Henri de Man）と新政権を準備した。フランクフルト大学経済・社会学部の講師であったマンは、ナチスが政権を掌握したので4月に帰国していた。
1935年3月25日、パウルが首相となり、カトリック党と自由党に労働党を加えた三党連立政権を組閣した。パウルは外相を兼ねた。4月に通貨を28％切り下げて金プロックを離脱した。銀行の連鎖倒産が止まった。7月9日から発足した銀行委員会が銀証両分野を厳しく規制した。その分、国家の介入を緩めた。労働党の期待した公共事業や計画経済は慎ましく行われた。パウルは預金者を保護できればそれでよかった。その考え方は「ニューディール」であった。
1936年5月の総選挙で労働党は第一党になったが組閣に失敗した。6月13日に第二次パウル内閣が発足した。マンが財務相となった。労働党の躍進により、パウルは国務院と提携して行革センターを設置のうえ、労働基準の策定などフランス人民戦線と似た政策を展開した。銀行・大企業には干渉しなかった。9月25日、英米仏三国通貨協定が成った。1937年4月、英仏両政府がパウルに協定の実効性確保に向けた研究を依頼した。この4月、台頭しつつあったワロン地域の極右派レックス党の指導者レオン・ドゥグレル（Léon Degrelle）をカトリック教会が批判し、分裂しかけていたカトリック党の混乱が止まった。パウルは6月の訪米で政権各位と会談し、翌月から内政に忙殺されて経済官僚のモーリス・フレール（Maurice Frère）に報告書の作成を託した。7月21日、王のレオポルド3世がパウルに宛てて、目的達成までの続投を希望するとともに経済研究組織の新設を提案した。王は手紙の写しをフランクリン・ルーズベルト大統領とベニート・ムッソリーニへ送った。イギリスがベルギーを警戒したので、フレールまで忙殺された。
報告書は1938年1月26日に完成し、明後日に公表された。内容は関税及び貿易に関する一般協定のマスタープランともいえた。

## 自由主義陣営の裏方
1939年、パウルは家族を連れ渡米した。1941年、ベルギー政府がロンドンへ設置した戦後処理研究委員会（CEPAG、Commission pour l’étude des problèmes d’après-guerre）の会長となった。
1939年9月初め、国際決済銀行がベルギー国庫証券を1250万ギルダーで購入し、発行地アムステルダムにあるオランダ銀行へ預託した。満期となる1940年5月29日、ベルギーがナチス・ドイツに降伏してしまった。そこでマルセルがフランスに亡命したジョルジュ・ヤンセン（Georges Janssen ,1938-1941）に面会して償還を求めた。蔵相カミーユ・ギュット（Camille Gutt）が償還に反対し、亡命先のロンドンに中央銀行をつくった上でマルセルをロンドンに連れて来いと要求したが、マルセルがジョルジュ・ヤンセンと7月に取り決めた内容に反するとしてBIS総裁のマキットリク（Thomas H. McKittrick）が要求を却下した。ベルギー総合会社のアレクサンドレ・ガロパン（Alexandre Galopin）などがブリュッセルにとどまってナチス・ドイツに協力した。モーリス・フレールは1941年12月まで占領下ベルギーの代表としてフランス銀行との交渉を取り仕切っていたが、年明けに連合国へ身を移した。1944年9月、モーリス・フレールは統合された国立銀行の総裁となり、1946年にはBIS理事会の議長となった。1946年、パウルがベルギー上院議員となり、モロッコの経済会議を主催した。1949年、ガストン・エイスケンス政権で外相を務めた。パウルは経済協力欧州会議（European League for Economic Cooperation）や欧州石炭鉄鋼共同体の設立を主導した一人となった。　
1956年、パウルは政界を下野した。以来あらゆる企業で顧問となった。1959年、欧州からパウルふくむ十数人が参加して西欧顧問会議（West European Advisory Commitee）を設立した。これが自由主義欧州会議（Free Europe Committee）との外交ルートを短縮した。北大西洋条約機構が勢力を拡大する中、60年代半ばにパウルが西欧顧問会議の副会長となった。